# رابرت رسلر

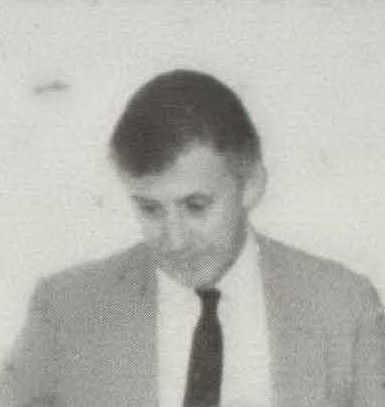
رابرت رسلر، جرم‌شناس و نویسنده آمریکایی- ۱۹۸۶

رابرت رسلر جرم‌شناس و نویسنده آمریکایی است که به دلیل ارائه تئوری قتل‌های زنجیره ای مطرح شد. وی متولد ایالت میشیگان ایالات متحده آمریکا است. رسلر پس از بازنشستگی مشغول جمع‌آوری تجریبات و پیاده‌سازی نظریه‌های خود شد و توانست ۴ کتاب جنایی با درون مایه‌های داستانی و آموزشی تألیف کند.

## تحصیلات
رابرت رسلر در خاطراتش نقل کرده‌است که از دوران کودکی به شیوه رفتاری قاتلان علاقه‌مند بوده‌است. وی دو سال به صورت داوطلبانه به خدمت ارتش ایالت متحده درآمد و پس از اتمام این دوره موفق شد تا از دانشگاه ایالتی میشیگان پذیرش بگیرد و تحصیلات خود را در مقطع لیسانس به اتمام رساند.
وی پس از اخذ مدرک تحصیلی مجدداً به ارتش کشورش برگشت و این بار به عنوان سرجوخه کار خود را در زمینه پیگیری جرم‌هایی همچونقتل و سرقت ادامه داد. رسلر پس از مدتی علاقه‌مند به ادامه تحصیل شد و موفق شد تا فوق لیسانس خود را زیر نظر پلیس میشیگان دریافت کند.

## فعالیت در پلیس فدرال امریکا
او دو سال درتایلند به عنوان مستشار نظامی فعالیت کرد و پس از بازگشت در سال ۱۹۷۰ میلادی استخدام پلیس فدرال ایالت متحده با نام اختصاری اف‌بی‌آی شد. مهم‌ترین تحقیقات رابرت رسلر پیرامون قتل صورت گرفت و سبب شد تا وی پس از چند سال تئوری قاتل زنجیره ای یا قتل زنجیره ای را در یک کنفرانس محلی ارائه دهد.
از مهم‌ترین پرونده‌های او در این دوران می‌توان به مشارکت در پرونده تد باندی، ریچارد چیس، جفری دامر و جان ژوبرت اشاره کرد.

## بازنشستگی
او پس از بازنشستگی مجموعه سخنرانی‌های منظمی را برای دانشجویان و کادرهای پلیس انجام داد و تجربیات خودش را به آنان منتقل کرد. از طرفی وقت کافی سبب شد تا کتاب‌های وی کامل شده و به بازار نشر برسد. این تلاش‌ها سبب شد تا رسلر به کشورهای مختلفی من جمله آفریقای جنوبی و مکزیک سفر کند و به کاراگاهان دیگری که به مشکل خورده بودند در پرونده‌های پیچیده قتل یاری رساند.

## مرگ
وی در ۵ مه۲۰۱۳بر اثر بیماری پارکینسون منزل شخصی اش در شهر ویرجینیا از دنیا رفت. او در زمان مرگ ۷۶ ساله بود.